# Beleg van Rhodos (305-304 v.Chr.)
Het Beleg van Rhodos van 305 tot 304 v.Chr. was een van de bekendste uit de oudheid. Demetrius I Poliorketes, de zoon van Antigonos I Monophthalmos, belegerde Rhodos om ervoor te zorgen dat het niet langer neutraal bleef en dat het de nauwe band met Ptolemaeus zou verbreken. Het beleg kon echter opgeheven worden toen de versterkingen van Ptolemaeus het strijdtoneel betraden.

## Achtergrond
Het eiland Rhodos was een handel drijvende republiek met een grote vloot die de ingang tot de Egeïsche Zee controleerde. Rhodos bleef neutraal met andere rijken om zijn handelsactiviteiten te beschermen. Ze hadden echter wel zeer goede relaties met Ptolemaeus en Demetrius was bang dat Rhodos hem zou voorzien met schepen. Demetrius zag ook voordelen in het gebruiken van Rhodos als marinebasis. De uiteindelijke beslissing om Rhodos te belegeren was beïnvloed door deze angst maar was waarschijnlijk ook een soort van piraterij van Demetrius. Een groot deel van de Griekse wereld, of ze nu bondgenoten van Demetrius waren of niet, zagen het beleg blijkbaar ook als een piratenaanval en voelden mee met de Rhodiërs.
Samen met een vloot van 200 schepen en 150 transportschepen vroeg Demetrius ook de hulp van veel piratenvloten. Meer dan 1.000 piratenschepen volgden zijn vloot in het vooruitzicht van plunderingen.

## Het beleg

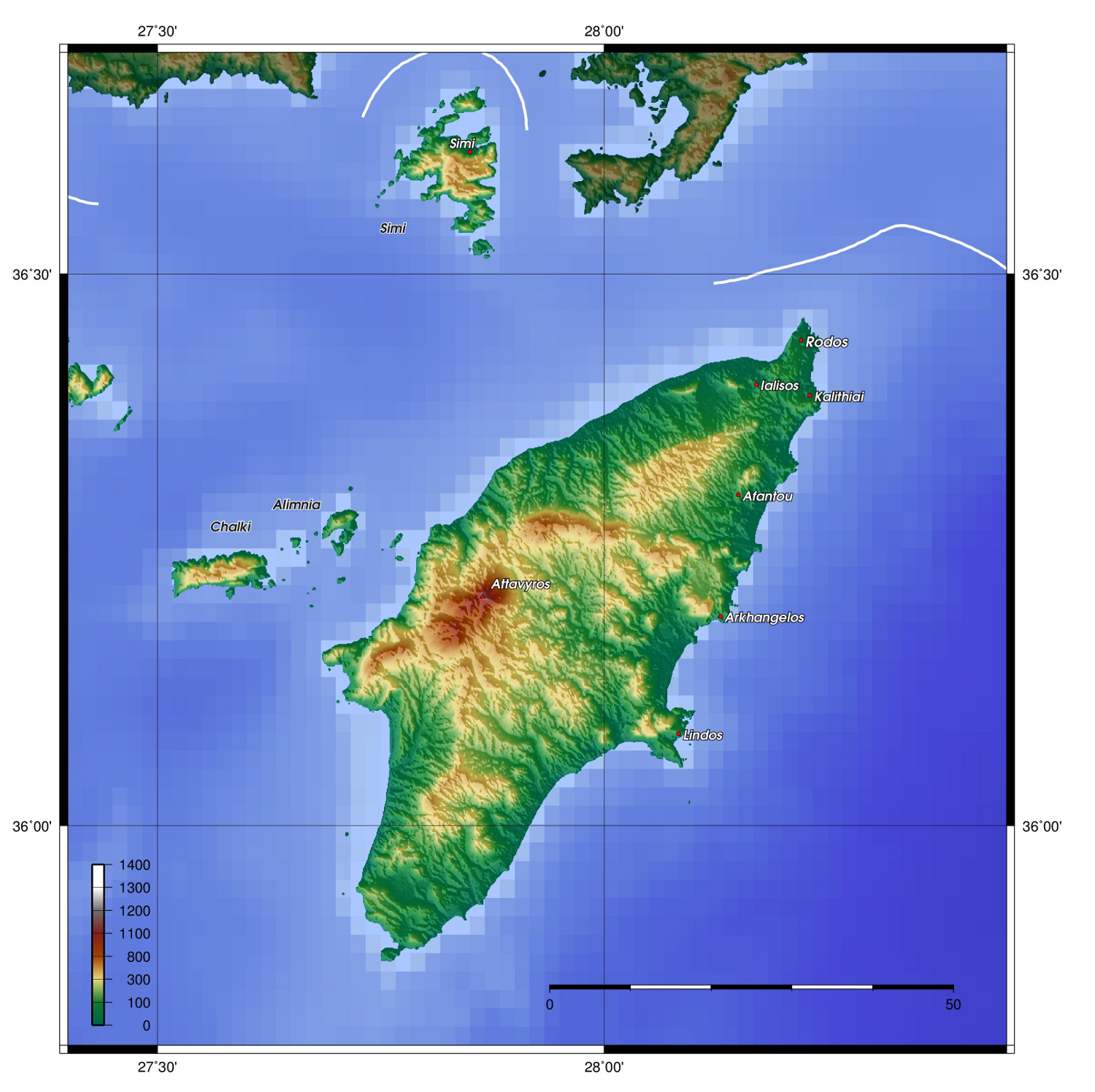
Rhodos

De stad Rhodos en de grootste haven was sterk verdedigd en Demetrius slaagde er niet in transportschepen te verhinderen deze haven in te nemen. Hierdoor was het veroveren van de haven zijn belangrijkste doel geworden. Hij bouwde eerst zijn eigen haven naast de originele en bouwde daar een dam, maar hij zou er nooit in slagen de haven in te nemen. Ondertussen plunderde zijn leger het eiland en bouwde een enorm kamp naast de stad, net ver genoeg zodat ze niet konden geraakt worden door projectielen. Al vroeg in het beleg werden de stadsmuren doorbroken en een aantal troepen slaagde erin de stad binnen te komen. Ze werden echter allemaal gedood en Demetrius ging niet verder met de aanval. Daarop werden de muren weer hersteld.
Beide zijden gebruikten vele nieuwe technieken tijdens het beleg zoals mijnen en contramijnen en verschillende belegeringsmachines. Demetrius liet zelf de nu bekende belegeringstoren de "Helepolis" bouwen om de stad in te nemen.
De inwoners van Rhodos slaagden er echter wel in Demetrius tegen te houden; na een jaar hief hij het beleg op en tekende een vredesovereenkomst. Demetrius zei dat dit een overwinning was, aangezien Rhodos overeenkwam neutraal te blijven in zijn oorlog met Ptolemaeus. De onpopulariteit van het beleg kan een factor voor het opheffen ervan geweest zijn.
Verschillende jaren later werden de achtergelaten belegeringsmachines hergebruikt om een enorm standbeeld van Helios, de zonnegod, op te richten. Dit beeld was de Kolossus van Rhodos en was een van de Zeven Wereldwonderen.